# Dzogcsen
A dzogcsen (tibeti: རྫོགས་ཆེན། magyaros: rdzogsz cshen, Wylie: rdzogs chen) vagy "nagy tökéletesség", más néven atijóga, a délkelet-ázsiai jóga tanítási hagyománya, amelynek célja a legalapvetőbb, természetes, tökéletes tudatállapot elérése és fenntartása. A dzogcsen eredete meghatározhatatlan, szerepel az indiai hagyományokban, a tibeti bön vagy bönpo több ezer éves gyakorlatában, valamint a tibeti buddhizmus tanításaiban. A buddhizmuson belül a dzogcsen egyben a nyingma iskola központi tanítása. Ezekben a hagyományokban a dzogcsen a megvilágosodáshoz vezető kilenc ösvény közül a legmagasabb és legjelentősebb út, mely a módszerek nélküli, egyes tanításokhoz való ragaszkodás nélküli utat is jelenti egyben.

## Etimológia

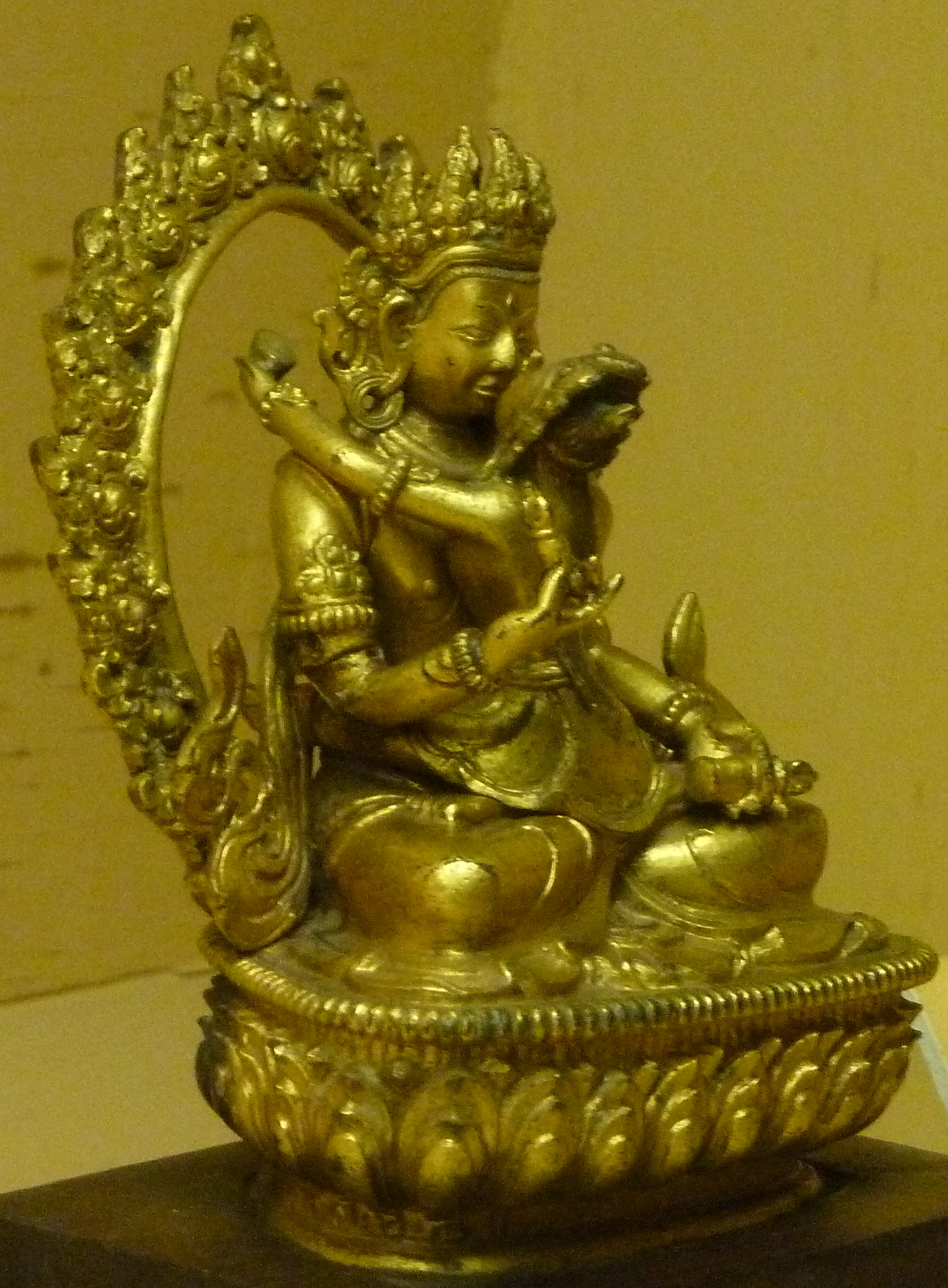
Padmaszambhava a jab-jum helyzetben, amely a bölcsesség és az együttérzés legfontosabb egységét jelenti. A férfi alak általában csatlakozik az együttérzéshez és az üdvös cselekedetekhez, miközben a női partnere a belátást jelképezi.

A dzogcsen kifejezés két szótagból áll:
- rdzogsz – tökéletesség[web 1]
- csen – nagy[web 1]

A kifejezés eleinte az istenség vizualizáció "legmagasabb tökéletességre" utalt, majd a vizualizációt elhagyták és csak az önmagától fényes, tiszta tudat természetes állapota maradt. A 10-11. században a dzogcsen önálló tantrikus szekérré (jána) alakult a nyingma iskolán belül  és felváltva használták a szanszkrit ati jóga (legfőbb jóga) kifejezéssel.
A 14. dalai láma szerint a dzogcsen kifejezés származhat a szanszkrit mahászandhi kifejezésből is.

## Eredete és története

### A hagyományok szerint

#### A nyingma hagyomány szerint
A nyingma hagyomány szerint, a legfőbb buddha, Szamantabhadra tanította a dzogcsent Vadzsraszattva buddhának, aki átadta a hagyományvonal első emberi őrzőjének, az indiai Garab Dordzsének (i.sz. 55-ben). A tanítások a hagyomány szerint Padmaszambhava által kerültek Tibetbe a 8-9. században. Két indiai mester segítette őt munkájában, Vimalamitra és Vairócsana. Három különböző sorozatban indították el a dzogcsen tanításokat: a tudat sorozata (szem-de), az tér sorozata (long-de) és a titkos tanítások sorozata (men-ngak-de). A hagyományok szerint ezeket a tanításokat röviddel ezután elrejtették a 9. század folyamán, amikor a Tibeti Birodalom felbomlott. A 10. század után a nyingma hagyomány újításainak nagy részét a varázslatos módon megtalált tanításokra (terma) alapozták.

#### A bön hagyomány szerint
A 14. században Loden Nyingpo rátalált egy terma szövegre, amely Tönpa Senrab Mivo történetét tartalmazta. Ez alapján a terma alapján a dzogcsen tanítás a bön hagyomány alapítójától, Tönpa Senrabtól származik, aki ezen értelmezés szerint 18 000 évvel ezelőtt élt és Tazik királya volt, amely feltehetően Tibettől nyugatra volt. Ő adta át a tanításokat a Zsang-Zsung régióba, a tibeti kulturális világ nyugati részébe. A legkorábbi bön irodalom csak tibeti kéziratokban létezik, amelyek közül a legkorábbi a 11. századból származik. A bön hagyományban négyrétű osztályozásról beszélhetünk: A-tri, Dzogcsen, Jetri Thasel és Zsang-Zsung szóbéli hagyományvonal.

### Történelmi eredete és kialakulása

#### A Tibeti Birodalom (7-9. század)
Tibet írásos története a korai 7. században kezdődött, amikor a tibeti királyságok egyesültek és az így kialakuló Tibeti területe kiterjedt Közép-Ázsia hatalmas részére. Szongcen Gampo (uralkodása: 617 – 649/50) elfoglalta a nyugat-tibeti Csang-csung királyság területét, uralta Nepált és a kínai dominanciára is veszélyt jelentett a selyemút stratégiailag fontos területein. Szintén neki tulajdonítják az írásos rendszer, a jogi szabályozás és a buddhizmus bevezetését, jóllehet ez utóbbi még csak viszonylag csekély szerepet játszott. Triszong Decen (742-kb.797) felvette a buddhizmust, viszont megőrizte a Tibeti Birodalom anyagi jellegű hagyományait. Tibeti uralom alatt állt Tunhuang, amely fontos buddhista központ volt 780-tól a 9. század közepéig. Ekkor a birodalom összeomlott és ezzel a buddhizmus elvesztette az uralkodói támogatást és hanyatlásnak indult Tibetben. Csak a 10. század végén éledt fel újból a tibeti kultúra reneszánszának idején, amely a 12. század elejéig tartott

#### A dzogcsen szövegek hagyományos osztályozása (9-14. század)
Hagyományosan a korai dzogcsen irodalmat három kategóriára szokták felosztani,  amely többé-kevésbé megegyezik a dzogcsen fejlődési szakaszainak is:
1. Szemde (wylie: szems szde; szanszkrit: csitta-varga), a „tudat sorozata”; ide tartoznak a legkorábbi (proto) dzogcsen tanítások.[15] A hagyományok Padmaszambhavának és kísérőinek tulajdonítják ezeket, amelyek a 8. században keletkeztek,[8] de csak a 9. században jelentek meg tibeti írással;[10]
2. Longde (wylie: klong szde; szanszkrit: abhjantara-varga), a „tér sorozata”; ezek a tanítások a 11-14. századi fejlődést mutatják, amikor új buddhista technikákat és tanokat vezettek be a tibeti buddhizmusba;[4]
3. Menngagde (wylie: man ngag szde, szanszkrit: upadesa-varga), a „titkos útmutatások lényegi sorozata”, amelyek szintén a 11-14. századi fejlődést mutatják, azonban ez kimagaslott a másik kettő közül olyannyira, hogy ma már csak ezt gyakorolják.[16]

#### Eredete és a tunhuangi szövegek (8-10. század)
A tunhuangi barlangokból származó, korai dzogcsen kéziratokat tanulmányozó Sam van Schaik szerint eltérés található a hagyományos elbeszélések és a kéziratokból kirajzolódó történet között.
A 10. század előttről nincsenek bizonyítékok, hogy a dzogcsen tanítások önálló hagyományként vagy ösvényként léteztek volna, jóllehet az ati jóga és a dzogcsen kifejezések előfordulnak a 8-9. századi indiai tantrikus szövegekben. Szintén nincs semmilyen önálló bizonyíték arra, hogy Tibeten kívül létezett volna valamilyen dzogcsen hagyomány vagy vonal. Emiatt elképzelhető, hogy az egy egyedi, tibeti tanítás, amely több forrásból táplálkozik, köztük nem buddhista tibeti hitekből, valamint kínai és indiai buddhista tanításokból.
Van Schaik szerint az ati jóga kifejezés először a 8. században jelent meg a Szarvabuddhaszamájóga című indiai tantrában. Ebben a szövegben az anu-jóga a jóga-áldás egy szintje, az ati-jóga pedig a valóság természetének egyik megvalósítási szintje. Ez bele illeszkedik az istenség jóga három állapotába, amelyet Padmaszambhava jellemez egyik művében: fejlődés (kye), tökéletesség (dzog) és nagy tökéletesség (dzogcsen). Az ati-jóga itt nem egy ösvény, hanem a jógagyakorlat egy szintje vagy aspektusa. A tibeti forrásokban a 10. századig az ati-jóga az istenség jógában használatos "mód" (csul) vagy "nézet" (lta ba). A dzogcsen elmélete először az istenség jóga meditatív gyakorlatainak felhalmozásaként jelent meg a 8. században. A dzogcsen kifejezés valószínűleg a Guhjagarbha tantrából származik. Más tantrák mellett ebben a tantrában is leírják, hogy a létrehozás szakaszában a gyakorló hogyan vizualizáljon egy istenséget és a mandaláját. Ezt követi a beteljesítés szakasza, amelyben az istenség és a mandala beleolvad a gyakorlóba, amely által teljesen eggyé válnak. A Guhjagarbha tantrában ezután következik az ún. rdzogsz csen, amelyben a gyakorló megmarad az önmagában világító és tiszta tudat természetes állapotában.

#### A korai dzogcsen – a tudat sorozata (9-10. század)
A fordításoknak kikiáltott korai dzogcsen irodalom zöme önálló alkotások, amelyek a 8. századnál jóval később keletkeztek. Germano szerint a dzogcsen hagyomány legelőször a 9. század elején jelent meg egy indiai szenttől származó rövid szövegekből álló sorozattal. Ezeket egy tizennyolc szövegből álló kánonba rendezték, amelyet úgy neveztek, hogy „tudatra vonatkozó” (szemsz phjogsz) és csak később kapta a „tudat sorozata” (szemsz de) elnevezést. 
A tudat sorozata a korai dzogcsen tanításait tükrözi, amely elutasított minden gyakorlatot és azt vallotta, hogy a megvilágosodásra való törekvés csupán még több tévedéshez és csalódáshoz vezet. A gyakorlónak csupán a saját tudatának valódi természetét kell megismernie, amely természetéből adódóan üres (sztong pa), világító ('od gszal ba) és tiszta. Germano szerint a jellemző nyelvezete korábban már létezett bizonyos indiai tantrákban is. Ennek ellenére ezek a szövegek elválaszthatatlanul összefonódtak a tantrikus mahájógával, az istenségek és a mandalák vizualizációjával és összetett beavatásaikkal.
A 9-10. században ezeket a korra jellemző szövegeket fokozatosan átalakították teljes méretű tantra szövegekké, amelyek közül a legkiemelkedőbb a Kulajarádzsa tantra (kun bjed rgyal po, "Minden teremtő király") Germano szerint a dzogcsen írások közül ez volt történelmileg a legfontosabb és talán a legtöbbet idézett tantra.

#### Átalakulás – a tér és az oktatás sorozata (11-14. század)
A korai dzogcsen – a tibeti kultúrával egyetemben – teljesen átalakult a 11. században. Új technikákat és tanokat vezettek be Indiából és a tibeti buddhizmusban új iskolák jöttek létre. A dzogcsen tanításokban és a gyakorlatokban is radikális fejlődés mutatkozott, amelyek hatására fokozott hangsúly került a meditatív gyakorlatokra. A korábbi nyingma és bon hagyományok is átvették ezeket az új hatásokat a termákon keresztül. Főleg a jógini tantrák voltak nagy hatással a környező kultúrákra. Ennek hatására jelentek meg a rémisztő külsejű képek, az erőszakot sem nélkülöző szertartások, erotikus ábrázolások, valamint a szexuális és szomatikus gyakorlatok. Ezeket a hatásokat tükrözik még a finomtest ábrázolások és gyakorlatok, a haragos és erotikus buddhák pantheonjai, a fokozódó vakhitű retorikák és a halálmotívumokra való összpontosítás.
Ezek a hatások beépültek több mozgalomba is, mint például a "titkos kör" (gszang szkor), az "Ultra bél" (jang tig), a "Brahmin hagyományai" (bram ze'i lugsz), a "tér osztály sorozata," és főleg a "oktatás osztály sorozata", melynek csúcsát a "szívesszencia" (sznying thig) jelentette, amely a 11-12. században fejlődött ki.
A "szívesszencia" az "oktatás sorozatába" tartozik. Ezek legfőbb szövegeit úgy nevezik, hogy a tizenhét tantra és a két "szívesszencia" gyűjtemény, a bi ma sznying thig (Vima Nyingthig, "Vimalamitra szívesszenciája") és ae mkha' 'gro sznying thig (Khandro nyingthig, "A dakini szívesszenciája"). Az előbbit Vimalamitrának tulajdonítják, de sokat tettek hozzá a szöveg felfedezői is a 11-12. században. Az utóbbit Cultrim Dordzse írta (Csul khrimsz rdo rdzse)(1291-1315/17).

#### Longcsenpa:Hét kincs(14. század)
Longcsen Rabdzsam (Longcsenpa, 1308-1364, vagy 1369) a dzogcsen történetének egyik kiemelkedő alakja. Ő gyűjtötte rendszerbe a szívesszencia tanításokat és egyéb szöveggyűjteményeket, amelyek akkoriban Tibetben keringtek. Legfontosabb összefoglaló gyűjteményei a Hét kincs (mzöd dün) és három trilógia – a "A természetes szabadság trilógiája" (rang grol skor gsum) és a Természetes könnyűség trilógiája (ngal gso skor gsum). Longcsenpa finomított a terminológián és az értelmezéseken és beépítette a szívesszencia tanításokat a bővebb mahájána irodalomba.

#### Későbbi termák
A következő évszázadokban további szövegek kerültek be a dzogcsen tanításokba, köztük a "Békés és haragos erők önfelszabadulásának mélységes tanítási ciklusa" (kar-gling zhi-khro), amelyet Karma Lingpa írt, (1326–1386). Ez tartalmazta a bar-do thos-grol szövegét, népszerű nevén a "Tibeti halottaskönyvet".
Fontos termának számít még a "Az átható bölcsesség" (dgongs pa zang thal), amelyet Rinzin Gödem (rig 'dzin rgod ldem, 1337-1409) fedezett fel; illetve az "Ati alapvető jelentésének középpontja" (rDzogs pa chen po a ti zab don snying po), amelyre Terdak Lingpa (gter bdag gling pa, 1646-1714) talált rá.
A későbbi felfedezések közül a legjelentősebbek Dzsigme Lingpa (1730-1798) szerzeményei. "A nagy teljesség szívlényegisége" (Longcsen nyingthig, klong chen snying thig) vagy "A nagy lényeg szívesszenciája", Padmaszambhava titkos tanításai. Ez a nyingma iskola legszélesebb körben gyakorolt tanítása. Patrul Rinpocse (1808–1887) írta le Dzsigme Lingpa előkészítő gyakorlatait a Tökéletes tanítóm szavai című könyvében.

#### A 20. században
A 20. század elején megjelentek Nyugaton a tibeti buddhizmusról szóló első könyvek. A dzogcsenről szóló első könyv a "Tibeti halottaskönyv" volt, amelynek szerkesztője W.Y. Evans-Wentz volt. Ez a könyv hamar népszerűvé vált, azonban sok hibát tartalmaz félrefordítások és félreértelmezések miatt. A tibeti diaspóra 1959. után az egész világon népszerűsíteni kezdte a dzogcsen tanításokat. A legismertebb tanítók közé tartozik Szögyal Rinpocse és Namkhai Norbu. A 14. dalai láma is képesített dzogcsen tanítónak számít.

### A Kagyüpa és a Gelugpa
Milarepa (kb. 1052 – kb. 1135) illetve a harmadik Karmapa, Rangdzsung Dordzse (1284–1339) óta szintén tanítják és gyakorolják a dzogcsent a kagyü iskolában. A gelug iskolába tartozó 5. dalai láma (Lozang Gyaco, 1617-1682), a 13. dalai láma (Thubten Gyaco, 1876-1933) és a 14. dalai láma (Tendzin Gyaco, jelenlegi) is jeles dzogcsen mesternek számítottak/számít. Emiatt a gelugpák konzervatívabb tagjai között ez viszály forrását is jelentette.

## Elméleti háttér
A dzogcsen központi elmélete a rigpa, az "öntudatos alapvető bölcsesség", amely a tudat természetes és tiszta állapota. A dzogcsen mesterek által használt egyik magyarázat szerint a tudat természetes állapota olyan, mint a tükör, amely teljes nyitottsággal visszatükröz, de nincs rá semmilyen hatással a visszatükrözött tárgy. Egy másik hasonlat szerint olyan, mint egy kristálygömb, amely felveszi a mellé helyezett tárgy színét anélkü, hogy önmaga megváltozna. Ennek a tükörszerű tisztaságnak a felismerése a rigpa – amely keresés útján nem található és nem azonosítható.
Berzin szerint a rigpának három aspektusa létezik:
1. a rigpa lényegi természete: legfőbb tisztaság (ka-dag), szennyeződésektől mentes, mentes önmagától (rang-sztong) és mástól (gcsan-sztong);
2. a rigpa befolyásoló természete: ahogyan hatással van a rigpa másokra. A rigpa fogékonyság (thugsz-rdzse, együtt érzés). Erőkifejtés nélkül és spontán módon reagál együttérzéssel;
3. a rigpa funkcionális természete: a rigpa erőkifejtés nélkül és spontán teremt "külső megjelenéseket" (lhun-grub).

## A tanítások és a gyakorlat
A dzogcsen titkos tanítás, amely a rigpa nézőpontot hangsúlyozza. Azok elől van rejtve, akik képtelenek lennének megérteni. Egy guru személyes segítsége által a tanítvány képes lehet megérteni. Mindenki számára elérhető, azonban általában ezt a gyakorlatot magasabb szintűnek tekintik, mivel előkészítő gyakorlatok és egy tanító felhatalmazása nélkül fenn áll a téves nézet kialakításának veszélye.
A dzogcsen tanítások kihangsúlyozzák a természetességet, a spontaneitást és az egyszerűséget. Annak ellenére, hogy a dzogcsent különbözőnek tekintik a tantrától, több elméleti és gyakorlati részt vett át a tantrikus buddhizmusból. Egymástól eltérő, különböző hagyományokból vett át, melyek között szerepelnek a tantrikus gyakorlatok szisztematikus elutasításától kezdve ugyanezen gyakorlatok teljes beépítése is.

### A hármas elv
A "Vimalamitra szívesszenciája" a dzogcsentanításokat három elvre osztja, amelyet guru Garab Dordzse – a dzogcsen hagyomány ezen időszakának első földi mesterének végrendelete, avagy hármas elve (Cik Szum Né Dek) – megadja, hogy a tanulónak milyen fejlődésen kell keresztülmennie:
1. Az egyén saját természetébe való bevezetése (tibeti: ngo rang thog tu szprod pa), azaz a rigpa;
2. Ne legyenek kétségek. Az őseredeti állapot ismételt megtapasztalása miatt a szemlélődés során a tanítványnak nincsen többé kétsége saját igaz természetét illetően. (tibeti: thag gcig thog tu bcad pa);
3. Megmaradni ebben az állapotban (tibeti: gdeng grol thog tu bca' pa).

A következő évszázadokban ez a tanítás kibővült – főleg Dzsigme Lingpa (1730-1798) által. Az ő dzogcsentanításai a leghasználatosabbak manapság.

### A gyakorlat szerkezete

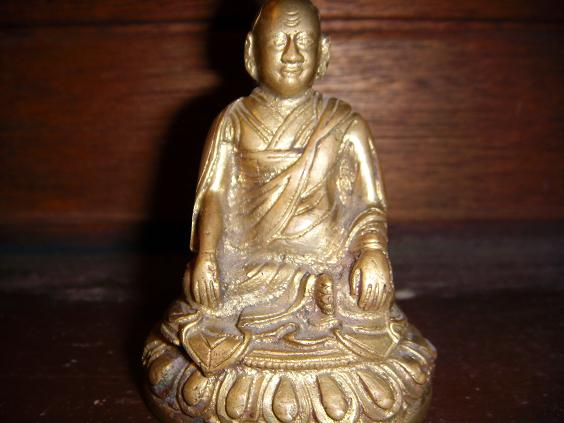
Longcsenpa

#### A gyakorlatok gyűjteménye
A dzogcsentanításokban szereplő gyakorlatoknak hatalmas szöveggyűjteményei léteznek, amelyek leírják az előkészítő és a segítő meditációs technikákat, köztük sztenderd buddhista meditációs technikákat és tantra gyakorlatokat, amelyeket beépítettek a dzogcsenbe.
Longcsenpa a Természetes könnyűség trilógia (ngal gszo szkor gszum) második részében, az "A komfort és nyugalom trilógiája" (bsam gtan ngal gso) című művében és az ehhez tartozó szövegmagyarázatban (Sing rta rnam dag) használja a meditatív tapasztalások hármas felosztását (nyams): áldás (bde ba), ragyogás (gsal ba) és nem-fogalmiság (mi rtog pa). Ez a hármas jelenti az előkészítő és fő szakaszokat, valamint a záró szakaszt. Az előkészítő szakasz felosztása:
- általános előkészítő gyakorlatok az állandótlansággal és a körkörös létezésről való lemondással kapcsolatban – ez megfelel a hínajána hagyománynak;
- speciális előkészítő gyakorlatok az együttérzéssel és az együtt érző motiváció létrehozásával kapcsolatban – ez megfelel a mahájána hagyománynak;
- legfelsőbb előkészítő gyakorlatok részét képezi a létrehozás, tökéletesítés és a guru jóga szakaszai.[38]

#### Általános áttekintés
- Előkészítő gyakorlatok:
  - Kezdeti meghatalmazás – Coknyi Rinpocse szerint a dzogcsen gyakorlatok meghatalmazással kezdődnek;[39]
  - Ngöndro – általános vagy külső, illetve speciális vagy belső előkészítő gyakorlatok, amelyek felkészítenek a fő gyakorlatra;
- A nagy tökéletesség gyakorlat:
  - További felhatalmazás: felhatalmazás megszerzése (dbang, beavatás) és az addig tett fogadalmak betartása. Ez aktiválja a buddha-tudatot;
  - Legfelsőbb előkészítő gyakorlatok: Dzsigme Lingpa ru san és szbjong ba gyakorlatai; a három szamádhi gyakorlata;[web 3]
  - Fő gyakorlat, amely a következőkből áll:[web 3]
    - Trekcsö, "áttörés",[web 3] a rigpa felismerése;
    - Tögal (thod rgal), "tövábblépés",[web 3] spontán jelenlét"[40][41] amely a rigpa rögzítése és együtt érző cselekedet.

  - Befejező szakasz

### Előkészítő gyakorlatok
A ngöndro általános vagy külső, illetve speciális vagy belső előkészítő gyakorlatok, amelyek felkészítenek a fő gyakorlatra.

#### Kezdeti meghatalmazás
Coknyi Rinpocse szerint a dzogcsen gyakorlatokhoz meghatalmazás szükséges. Ez elülteti a "megvalósítás magjait" a jelenlegi testben, beszédben és tudatban. A meghatalmazás "felruház minket az eleve jelenlévő (természet) alapjába való felszabadulás képességével, ." A gyakorlatok által hajtanak ki a magok, amelynek eredménye a megvilágosodott test, beszéd és tudat minősége.

#### Általános vagy külső előkészítő gyakorlatok
- az értékes emberi újjászületés megbecsülése;
- elmélyülés a halál és az állandótlanság fölött;
- elmélyülés a szamszára hibáin;
- elmélyülés a karmikus okokban és okozatokban és az ezektől való megszabadulás lehetőségén;
- elmélyülés a megszabadulás előnyein;
- a spirituális tanítóval való jó kapcsolat kiépítése és fenntartása;[web 3]

#### Speciális vagy belső előkészítő gyakorlatok
- menedékvétel;
- a bódhicsitta művelése és a "tökéletesség" (tibeti: phar-bjin, szanszkrit: páramitá);
- a Vadzsraszattva recitálás gyakorlása a nagyobb akadályok leküzdéséhez;
- mandala felajánlások gyakorlása, amelyben kialakul a nagylelkűség és megerősödik a megvilágosodást építő pozitív erők hálózata;
- a guru-jóga gyakorlása, amely a buddha-természet felismerése és az arra való összpontosítás a spirituális tanítóban és a tanítványban.[web 3]

### A nagy tökéletesség gyakorlatok

#### Meghatalmazás
Berzin szerint a meghatalmazás megszerzése (dbang, beavatás) és az addig tett fogadalmak betartása fontos lépés a fő gyakorlat felé. Ez aktiválja a buddha-tudatot.

#### Legfelsőbb előkészítő gyakorlatok
Azután a gyakorló nekikezdhet a szádhana gyakorlatának, elvégzi a kifejlesztő és a tökéletesítő fázisokat (kyérim és dzogrím), azután pedig a calung (rtsa-rlung) jógagyakorlatokat. Aztán, miután a tanító a Rigpa-beavatás során közvetlenül megmutatta neki a tudat természetét, a tanítvány ráléphet a dzogcsen ati-jóga ösvényére.

#### A fő gyakorlat

##### Trekcsö
A trekcsö (khregsz csöd) gyakorlata, "átvágás a szilárdon", tükrözi a dzsogcsen legkorábbi fejlődési szakaszát, amely gyakorlásellenes volt. Ebben a gyakorlatban a tanulónak először azonosítania kell majd fenn kell tartania a saját, belső, tiszta és üres tudatosságát. A tanítvány rámutatásos instrukciókat (szemsz khrid, ngosz szprod), amelyben a tanító bevezeti a tanítványt a tanítvány tudatának természetébe. Coknyi Rinpocse szerint ezeket az instrukciókat a tanítványok az előkészítő gyakorlatok után kapják, bár vannak olyan hagyományok, ahol már előtte megkapják az instrukciókat.
Dzsigme Lingpa kettéosztja a trekcsö-gyakorlatot közönséges és különleges instrukciókra. Az előbbi annak elutasítása, hogy minden tudat és a tudat üres – ez az üresség (súnjata) tana. Az utóbbi a tényleges áttörést jelenti, amely a nézet (lta ba) valamint a gyakorlatok során előforduló kétség és a hibák ismertetése, illetve néhány tematizált instrukció (csog bzhag).

##### Tögal
A tögal (thod rgal) jelentése "spontán jelenlét" vagy "közvetlen átkelés",. A tögalt a "a látás gyakorlatának" vagy a "tiszta fény gyakorlatának (od-gszal)" is nevezik. Ez magával vonja a négy látomáson való áthaladást. Ezek a gyakorlatok a fizikai csatornák (szelek és cseppek – rca rlung thig le) testével foglalkozik és célja a fényes, szivárványszínű képek spontán folyamának létrehozása, amelynek mérete és összetettsége fokozatosan terjed ki.

#### Szivárványtest
A lhun grub gyakorlat teljes megvilágosodáshoz vezethet, amely által a test a halál pillanata után átalakul szivárványtestté (dzsalü). Ez egy anyag nélküli fénytest, amely képes létezni bárhol és bármikor. Ez a Szambhogakája megtestesülése. Néhány kivételes képességű gyakorló, mint például Padmaszambhava vagy Vimalamitra állítólag egy magasabb szintű szivárványtestet valósított meg anélkül, hogy meghaltak volna.

### Nyomtatott források

#### Dzogcsen szövegek
| - Anyen Rinpoche. The Union of Dzogchen and Bodhichitta, First Edition, Snow Lion, 256. o. (2006. március 15.). ISBN 978-1559392488 - Unbounded Wholeness. Oxford University Press (2006) - Heart Essence of the Vast Expanse: A Story of Transmission. Snow Lion Publications (2010) - Ricard, Matthieu. The Life of Shabkar: The Autobiography of a Tibetan Yogin. Snow Lion Publications (2001) - Padmasambhava (1998). Natural Liberation: Padmasambhava's Teachings on the Six Bardos. Wisdom Publications. ISBN 978-0861711314 | - Patrul Rinpoche. The Words of My Perfect Teacher. Altamira (1998) - Patrul Rinpoche. The Words of My Perfect Teacher. First University Press Edition (2011). ISBN 978-0-300-16532-6 - Reynolds, John Myrdin. Self-Liberation through seeing with naked awareness. Station Hill Press, Inc. (1989) - Reynolds, John Myrdhin. The Golden Letters: The Tibetan Teachings of Garab Dorje, First Dzogchen Master. Snow Lion Publications (1996). ISBN 1-55939-050-6 - Reynolds, John Myrdhin. The Oral Tradition from Zhang-Zhung: An Introduction to the Bonpo Dzogchen Teachings of the Oral Tradition from Zhang-Zhung Known as the Zhang-zhung snyan-rgyud. Vajra Publications (2005). ISBN 99946-644-4-1 |

#### Kortárs tibeti források (nyugatiakat is beleértve)
| - Capriles, Elías. Buddhism and Dzogchen. Part 1 - Buddhism: a Dzogchen Outlook. [archivált változat] (2007). Hozzáférés ideje: 2015. április 26. [archiválás ideje: 2011. július 17.] - Chökyi Nyima Rinpoche. Union of Mahamudra and Dzogchen. Rangjung Yeshe Publications (1994) - Chökyi Nyima Rinpoche. The Bardo Guidebook. Rangjung Yeshe Publications (2004) - Dahl, Cortland. Entrance to the Great Perfection: A Guide to the Dzogchen Preliminary Practices. Snow Lion Publications (2009) - Dalai Lama. Dzogchen. Heart Essence of the Great Perfection. Snow Lion Publications (2004). ISBN 978-1-55939-219-8 - Dudjom Rinpoche. The Nyingma School of Tibetan Buddhism, Vol. 1. Wisdom Publications (1991). ISBN 0-86171-087-8 - Dudjom Rinpoche. Wisdom Nectar. Snow Lion (2008) - Fremantle, Francesca. Luminous Emptiness: understanding the Tibetan Book of the dead. Shambhala Publications (2001). ISBN 1-57062-450-X | - Koppl, Heidi. Introduction to "Establishing Appearances as Divine". Snow Lion Publications (2008) - Namdak, Tenzin. Bonpo Dzogchen Teachings. Vajra Publications (2006) - Norbu, Namkhai. Foreword, Self-liberation through seeing with naked awareness. Station Hill Press, Inc. (1989) - Norbu, Namkhai. The Crystal and the Way of Light. Snow LIon Publications (2000) - Padmakara Translation group. Translators' Introduction, The Words of My Perfect teacher. HarperCollins Publishers India (1994) - Ray, Reginald. Secret of the Vajra World. Shambhala (2001) - Reynolds, John Myrdin. Appendix I: The views on Dzogchen of W.Y. Evans-Wentz and C.G. Jung, Self-liberation through seeing with naked awareness. Station Hill Press, Inc. (1989) - Schmidt, Erik. The Light of Wisdom Vol IV. Rangjung Yeshe Publications (2001) | - Sogyal Rinpoche. The Tibetan Book of Living and Dying: Revised and Updated Edition. = HarperOne (1994). ISBN 0-06-250834-2 - Sogyal Rinpoche. The Tibetan Book of Living and Dying. Harper Collins, Kindle Edition (2009) - Stewart MacKenzie, Jampa. The Life of Longchenpa: The Omniscient Dharma King of the Vast Expanse. Shambhala (2014) - Tenzin Wangyal Rinpoche. Wonders of the Natural Mind: The Essence of Dzogchen in the Native Bon Tradition of Tibet. Snow Lion Publications (2000) - Tenzin Wangyal Rinpoche. Het wonder van onze oorspronkelijke geest. Dzokchen in de bontraditie van Tibet (Dutch translation of "Wonders of the Natural Mind"). Elmar BV (2001) - Third Dzogchen Rinpoche. Great Perfection. Volume II. Snow Lion Publications (2008) - Tsoknyi Rinpoche. Introduction, Dzogchen Essentials: The Path That Clarifies Confusion. Rangjung Yeshe Publications (2004) |

#### Tudományos és nyugati források
| - The Princeton Dictionary of Buddhism. Princeton University Press (2014) - Davidson, Ronald M.. Tibetan Renaissance. Columbia University Press (2005) - A Partial Genealogy of the Lifestory of Ye shes mtsho rgyal (2006) - Germano, David F.. Architecture and Absence in the Secret Tantric History of rDzogs Chen (1994) - Longchenpa and the Possession of the Dakinis, Tantra in Practice. Motilal Banarsidass Publ. (2001) - Germano, David. Dzogchen, Macmillan Encyclopedia of Religion. Vol.4: Dacian Riders - Esther. MacMillan Reference USA (2005) | - A Comparison of Alaya-vijñāna in Yogacara and Dzogchen, Buddhist Thought and Applied Psychological Research: Transcending the boundaries. Abingdon, Oxon.: Routledge, 36–68. o. (2006). ISBN 0415374316 - Ingram, Catherine. The Secret Teachings of Tibet: An Interview with American Lama Sura Das, 61-65, 122-123. o. (1983. március 15.) - Irons, Edward A.. Dzogchen, Encyclopedia of Buddhism. Facts On File, Inc. An imprint of Infobase Publishing (2008) - Karmey, Samten G. (1975). A General Introduction to the History and Doctrines of Bon. Memoirs of the Research Department of the Toyo Bunko, No. 33, pp. 171–218. Tokyo. (Especially Chapter 9 on rDzogs-chen on pp. 213–215) - Karmay, Samten Gyaltsen. The Great Perfection (rdzogs chen). A Philosophical and Meditative Teaching of Tibetan Buddhism. BRILL (2007) | - Keown, Damien. A Dictionary of Buddhism. Oxford University Press (2003). ISBN 0-19-860560-9 - Pettit, John Whitney. Mipham's beacon of certainty: illuminating the view of Dzogchen, the Great Perfection. Wisdom Publications (1999). ISBN 0-86171-157-2 - Schaik, Sam van. The early Days of the Great Perfection (2004a) - Schaik, Sam van. Approaching the Great Perfection: Simultaneous and Gradual Methods of Dzogchen Practice in the Longchen Nyingtig. Wisdom Publications (2004b) - Schaik, Sam van. Tibet A History. Yale University Press (2011) - Sources of Tibetan Tradition. Columbia University Press (2013) |

### Internetes források
1. 1 2 3 4 5 6 7 8  Sam van Schaik, Early Dzogchen IV: the role of Atiyoga
2. 1 2  Georges Dreyfus, The Shugden Affair: Origins of a Controversy (Part I). Tendzin Gyaco, a 14. dalai láma hivatalos oldala.. [2010. január 2-i dátummal az eredetiből archiválva]. (Hozzáférés: 2014. augusztus 11.)
3. 1 2 3 4 5 6 7 8 9  Alexander Berzin, The Major Facets of Dzogchen
4. 1 2  Extract from Oral Tradition from Zhang Zhung. An Introduction to the Bonpo Dzogchen Teachings of the Oral Tradition from Zhang Zhung. [2014. július 14-i dátummal az eredetiből archiválva]. (Hozzáférés: 2014. július 14.)

### Magyarul
- Lopön Tenzin Námdák Rinpocse: Dzogcsen. A filozófiától a szivárványtestig; ford., szerk. Urgyen és Pemá Lhámó; Fénygömb Alapítvány, Bp., 2005
- Dzsamgön Kongtrul Lodrö Tayé: Milliárd világ. Buddhista világkép az abhidharmában, a kálacsakrában és a dzogcsenben; Farkas Lőrinc Imre, Bp., 2005
- A természetes állapot. A városi dzogcsen jógiknak ajánlva; Keith Dowman tanításai alapján összeáll. Urgyen; Révai Digitális, Bp., 2006
- A Kristály és a Fény útja. Szútra, tantra és dzogcsen. Chögyal Namkhai Norbu tanításai; szerk., összeáll. John Shane; Magyarországi Dzogcsen Közösség, Bp., 2007
- Dzogcsen. A nagy teljesség szívlényegisége. Őszentsége a Dalai Láma által Nyugaton adott dzogcsen tanítások; ford. Vaszi "Urgyen" Sándor, Csontos Éva, előszó Szogyál Rinpocse; Rejuv Bt.–Oddijána, Bp., 2009
- Gangesz mahamudra. A határtalan gyönyör jógája. Útmutatás a mahamudra és dzogcsen jógik számára; összeáll. Vaszi "Urgyen" Sándor, Kovács Endre, Kovács "Fater" Tibor, ford. Vaszi "Urgyen" Sándor, Csontos Éva; Kum Nye Bt., Bp., 2009 (Dákini-sorozat)
- Csögyal Namkhai Norbu: Születés, élet és halál. A tibeti gyógyászat és a dzogcsentanítás szerint; ford. Perényi Zsigmond; Magyarországi Dzogcsen Közösség, Bp., 2010
- Tantra és dzogcsen. A 21 Tára gyakorlatai. Khencsen Palden Serab rinpocse és khenpo Cewang Döngyal rinpocse nyomán Csöpel láma; Buddhista Meditáció Központ, Bp., 2011
- Csögyal Namkhai Norbu: A "Tégy, ahogy tetszik" kicsi dala; ford. Kubát Erzsi, Gelle Zsóka; Magyarországi Dzogcsen Közösség Egyesület, Bp., 2017
- Urgyen–Kandro: Szivárványtest. A Mahamudra és Dzogcsen egysége; Samadhi, Bp., 2017
- Patrul Rinpocse: Tökéletes tanítóm szavai. Künszang Lamé Selung. A tibeti buddhizmus gyakorlatának átfogó kézikönyve a Nagy Tökéletesség (dzogcsen) tanítása alapján; előszó Dalai Láma, Dilgo Khjence Rinpocse, ford. Pressing Lajos; Satori-Book Bt., Bp., 2017
- Tenzin Wangyal Rinpocse: A tudat természetének csodái. A dzogcsen esszenciája Tibet ősi bön hagyományában; ford. Gödény Jonatán; Filosz, Bp., 2018 (Ékajána könyvek)
- Láma Ngawang Rinpocse: A Mahamudra és a Dzogcsen egysége Karma Csagme Csenrézi piros könyve alapján. Lényegi tanítások a spirituális gyakorlásról. A Nagy Együttérző közvetlen útmutatásai; Buddhista Meditáció Központ–Magyarországi Karma Kagyüpa Buddhista Közösség, Tar–Bp., 2021

Tibeti
- Reynolds, John Myrdin. Self-liberation through seeing with naked awareness. Station Hill Press, Inc. (1989)
- Reynolds, John Myrdhin. The Golden Letters: The Tibetan Teachings of Garab Dorje, First Dzogchen Master. Snow Lion Publications (1996). ISBN 1-55939-050-6

Történelmi
- Germano, David. Dzogchen, Macmillan Encyclopedia of Religion. Vol.4: Dacian Riders - Esther. MacMillan Reference USA (2004)
- Schaik, Sam van. The early Days of the Great Perfection (2004)
- Karmay, Samten Gyaltsen. The Great Perfection (rdzogs chen). A Philosophical and Meditative Teaching of Tibetan Buddhism. BRILL (2007)

A gyakorlat szerkezeti felépítése
- Germano, David F.. Architecture and Absence in the Secret Tantric History of rDzogs Chen (1994) – Longchenpa's "Trilogy of Natural Freedom" (rang grol skor gsum)
- Schaik, Sam van. Approaching the Great Perfection: Simultaneous and Gradual Methods of Dzogchen Practice in the Longchen Nyingtig. Wisdom Publications (2004b) – Chapter six: Jigme Lingpa's Longchen Nyinthig